# I predatori del tempo (singolo)
I predatori del tempo / base musicale è un singolo del gruppo I Cavalieri del Re, pubblicato nel 2012.
Si tratta della ristampa di uno degli storici 45 giri del gruppo, oggi ormai introvabile e molto quotato. Dopo 27 anni dalla prima pubblicazione, l'autore ha acconsentito alla ristampa a tiratura limitata di un nuovo 45 giri (solo 300 copie), per l'occasione realizzato in vinile blu, sia per differenziarlo dall'originale, sia per richiamare il colore del protagonista della serie. Il brano è stato scritto da Riccardo Zara nel periodo in cui il gruppo era passato all'etichetta Durium; il brano venne stampato su 45 giri abbinato ad un'altra sigla dell'epoca: Gigi la trottola. Dopo questa sigla il gruppo si sciolse definitivamente, tornando alle sigle solo nel 2000 con Caro fratello. Sul lato b è incisa la base musicale originale, pubblicata per la prima volta su vinile.